# Seznam fakultet v Sloveniji
Seznam fakultet v Sloveniji.

## A
- Alma Mater Europaea - Evropski center Maribor (samostojni visokošolski zavod)

## B
- Biotehniška fakulteta (Univerza v Ljubljani)

## D
- DOBA Fakulteta za uporabne družbene in poslovne študije Maribor (samostojni visokošolski zavod)

## E
- Ekonomska fakulteta (Univerza v Ljubljani)
- Ekonomsko-poslovna fakulteta (Univerza v Mariboru)
- ERUDIO Izobraževalni center (samostojni visokošolski zavod)
- Evropska pravna fakulteta (Nova univerza)

## F
- Fakulteta za aplikativno naravoslovje (Univerza v Novi Gorici)
- Fakulteta za arhitekturo (Univerza v Ljubljani)
- Fakulteta za družbene vede  (Univerza v Ljubljani)
- Fakulteta za elektrotehniko (Univerza v Ljubljani)
- Fakulteta za elektrotehniko, računalništvo in informatiko (Univerza v Mariboru)
- Fakulteta za energetiko (Univerza v Mariboru)
- Fakulteta za farmacijo (Univerza v Ljubljani)
- Fakulteta za gradbeništvo in geodezijo (Univerza v Ljubljani)
- Fakulteta za gradbeništvo (Univerza v Mariboru)
- Fakulteta za humanistične študije (Univerza na Primorskem)
- Fakulteta za humanistiko (Univerza v Novi Gorici)
- Fakulteta za informacijske študije (Univerza v Novem mestu) (načrtovana)
- Fakulteta za kemijo in kemijsko tehnologijo (Univerza v Ljubljani)
- Fakulteta za kemijo in kemijsko tehnologijo (Univerza v Mariboru)
- Fakulteta za kmetijstvo (Univerza v Mariboru)
- Fakulteta za logistiko v Celju (Univerza v Mariboru)
- Fakulteta za management (Univerza na Primorskem)
- Fakulteta za matematiko in fiziko (Univerza v Ljubljani)
- Fakulteta za matematiko, naravoslovje in informacijske tehnologije Koper (FAMNIT) (Univerza na Primorskem)
- Fakulteta za organizacijske študije v Novem mestu (samostojni visokošolski zavod)
- Fakulteta za organizacijske vede (Univerza v Mariboru)
- Fakulteta za podiplomske državne in evropske študije (samostojni visokošolski zavod)
- Fakulteta za podiplomski študij (Univerza v Novi Gorici)
- Fakulteta za pomorstvo in promet Portorož (Univerza v Ljubljani)
- Fakulteta za računalništvo in informatiko (Univerza v Ljubljani)
- Fakulteta za slovenske študije Stanislava Škrabca (Univerza v Novi Gorici)
- Fakulteta za socialno delo (Univerza v Ljubljani)
- Fakulteta za strojništvo (Univerza v Ljubljani)
- Fakulteta za strojništvo (Univerza v Mariboru)
- Fakulteta za šport (Univerza v Ljubljani)
- Fakulteta za uporabne družbene študije (samostojni visokošolski zavod)
- Fakulteta za upravo (Univerza v Ljubljani)
- Fakulteta za varnostne vede (Univerza v Mariboru)
- Fakulteta za zdravstvene vede (Univerza v Mariboru)
- Fakulteta za znanosti o okolju (Univerza v Novi Gorici)
- Filozofska fakulteta (Univerza v Ljubljani)
- Filozofska fakulteta (Univerza v Mariboru)
- Fakulteta za naravoslovje in matematiko (Univerza v Mariboru)
- Fakulteta za zdravstvene vede (Visokošolsko središče Novo mesto)

## I
- Institutum Studiorum Humanitatis - Fakulteta za podiplomski humanistični študij, Ljubljana (samostojni visokošolski zavod)

## M
- Medicinska fakulteta (Univerza v Ljubljani)
- Medicinska fakulteta (Univerza v Mariboru)
- Mednarodna fakulteta za družbene in poslovne študije (samostojni visokošolski zavod)
- Mednarodna podiplomska šola Jožefa Stefana (samostojni visokošolski zavod)
- MLC Fakulteta za management in pravo Ljubljana (samostojni visokošolski zavod)

## N
- Naravoslovnotehniška fakulteta (Univerza v Ljubljani)

## P
- Pedagoška fakulteta (Univerza na Primorskem)
- Pedagoška fakulteta (Univerza v Ljubljani)
- Pedagoška fakulteta (Univerza v Mariboru)
- Poslovno-tehniška fakulteta (Univerza v Novi Gorici)
- Pravna fakulteta (Univerza v Ljubljani)
- Pravna fakulteta (Univerza v Mariboru)

## T
- Teološka fakulteta (Univerza v Ljubljani)

## V
- Veterinarska fakulteta (Univerza v Ljubljani)